# Автокаталіз
Автокаталіз (рос. автокатализ, англ. autocatalysis, нім. Autokatalyse f) — явище самочинного прискорення хімічної реакції одним з її продуктів або вихідною чи проміжною речовиною (такий реагент називають автокаталізатором).

## Опис
Автокаталітична реакція — хімічна реакція, в якій продукт (чи інтермедіат) діє як каталізатор, прискорюючи її. У таких реакціях спостережувана швидкість реакції стрімко зростає з часом.
Швидкість реакції в початковий період зростає, досягає максимуму, а надалі поступово зменшується (кінетична крива має S-подібний вигляд); для таких реакцій є характерним індукційний період.

## Приклади
Одним з найбільш широко відомих прикладів автокаталіза є окиснення щавелевої кислоти перманганатом калію:
2MnO−
4 + 5C2O2−
4 + 16H+ = 2Mn2+ + 10CO2 + 8H2O
Каталізатором цієї реакції йони Mn2+.